# Jan Långbens kalla krig
Jan Långbens kalla krig (även Förkylt) (engelska: Cold War) är en amerikansk animerad kortfilm med Långben från 1951.

## Handling
Långben är på jobbet när han plötsligt drabbas av en förkylning efter att ha försökt svalka sig. Han blir så pass förkyld att han måste stanna hemma och tillbringa sin tid i sängen.

## Om filmen
Filmens huvudperson Långben kallas i denna film för George Geef.
Filmen hade svensk premiär den 21 april 1952 på biografen Spegeln i Stockholm.

## Rollista
- Pinto Colvig – Långben (George Geef)[8]
- Rhoda Williams – Långbens fru[5]